# Io (titlu domnesc)

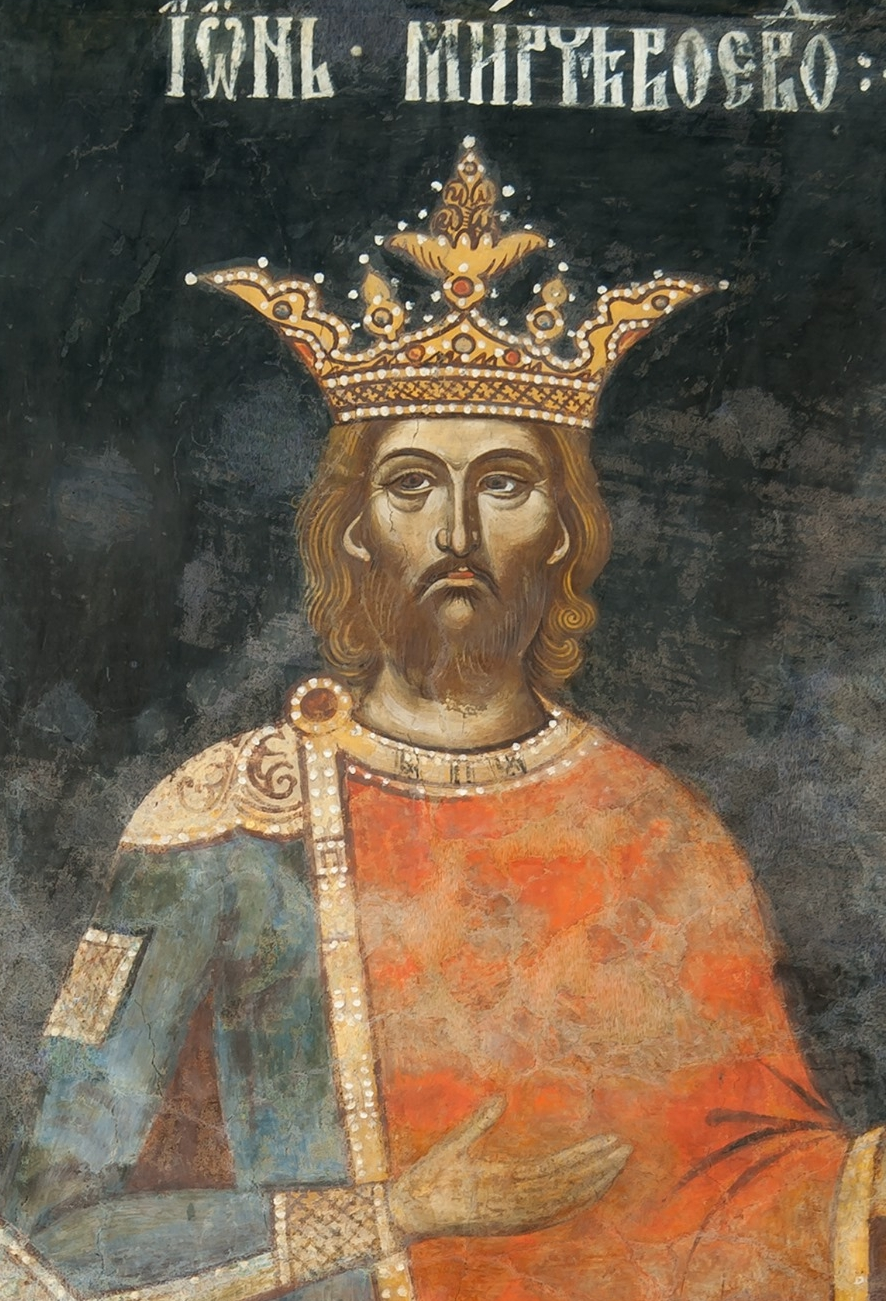
Portretul lui Mircea cel Bătrân din biserica mănăstirii Curtea de Argeș. Deasupra se poate citi Ion Mircea Voevo

Piatra de mormânt a lui Nicolae Alexandru

Io (în originalul slavon Ιω sau IωNЬ) este un titlu domnesc, purtat de domnitorii români din Moldova și Țara Românească în Evul Mediu. Cea mai veche consemnare a acestei particule în Moldova datează din 1392, când Roman I se intitulează într-un act al său „marele și singur stăpânitor, din mila lui Dumnezeu domn, Io Roman voievod stăpânind Țara Moldovei de la munte, până la mare”. În cazul Țării Românești este vorba despre piatra funerară de pe mormântul lui Nicolae Alexandru de la mănăstirea Negru Vodă din Câmpulung: „În luna noiembrie 16 zile, a răposat marele și singur stăpânitorul domn Io Nicolae Alexandru voievod, fiul Marelui Basarab, în anul 6873, indictionul 3. Veșnica lui pomenire”. Unii istorici afirmă că numele „Ivanko”, alăturat celui domnesc provine tot din „Io”, prin interpretarea greșită a acestuia.

## Semnificația titlului
Originea particulei Io în titlul domnesc a rămas un subiect de dispută între istorici. Principalele teorii sunt:
- Io provine de la numele țarului vlah Ioniță Caloian, prin filieră bulgară[2], căci toți țarii de după acesta i-au purtat numele[1].
- Io provine din grecescul „Ioannes” (Ιωάννης), care înseamnă „unsul lui Dumnezeu” sau „cel ales de Dumnezeu”, ceea ce justifică prezența sa într-un titlu domnesc[3].